# Izabela Neville
Izabela Neville (ur. 5 września 1451, zm. 22 grudnia 1476) – angielska arystokratka, księżna Clarence od 1469 r. jako żona Jerzego Plantageneta, brata króla Anglii Edwarda IV, starsza córka Ryszarda Neville’a i Anny de Beauchamp. Jej siostrą była Anna Neville, królowa Anglii w latach 1483-1485.

## Życiorys
Izabela Neville urodziła się w zamku Warwick, siedzibie hrabiów Warwick. W 1469 r. jej ojciec zaręczył ją z ewentualnym następcą angielskiego tronu, Jerzym, księciem Clarence, bratem obu królów: Edwarda IV i późniejszego Ryszarda III. Król był przeciwny temu małżeństwu, ponieważ przywiodło, i tak już potężnego Warwicka za blisko tronu. Ceremonia miała miejsce w sekrecie w Calais 11 lipca 1469 roku, przewodził nią jej wuj George Neville, arcybiskup Yorku. Dzięki małżeństwu Clarence połączył siły z Warwickiem oraz zdradziecko zawarł sojusz z Lancasterami dowodzonymi przez Małgorzatę Andegaweńską, królową małżonkę Henryka VI. Po ślubie siostry Izabeli, Anny Neville z Edwardem Westminsterskim, księciem Walii, Clarence ponownie przyłączył się do brata, zdając sobie sprawę, że teraz jest wątpliwe by został królem.

## Życie prywatne
Izabela Neville poślubiła George’a Plantageneta, 1. księcia Clarence w Calais we Francji 11 lipca 1469 r. Małżonkowie byli spokrewnieni: George i ojciec Izabeli byli ciotecznymi braćmi.
Izabela urodziła czworo dzieci:
- Annę York (ur. 17 kwietnia 1470), urodzoną poza Calais. Umarła na morzu[6].
- Małgorzatę Pole, 8. hrabinę Salisbury (ur. 14 sierpnia 1473 –  zm. 27 maja 1541), straconą z rozkazu Henryka VIII.
- Edwarda Plantageneta, 17. hrabiego Warwick (ur. 25 lutego 1475 – zm. 28 listopada 1499), straconego z rozkazu Henryka VII.
- Ryszarda Yorka (ur. 6 października 1476 – zm. 1 stycznia 1477), urodzonego w Tewkesbury Abbey, Gloucestershire, zmarłego w zamku Warwick, Warwickshire, pochowanego w Warwick.

## Śmierć

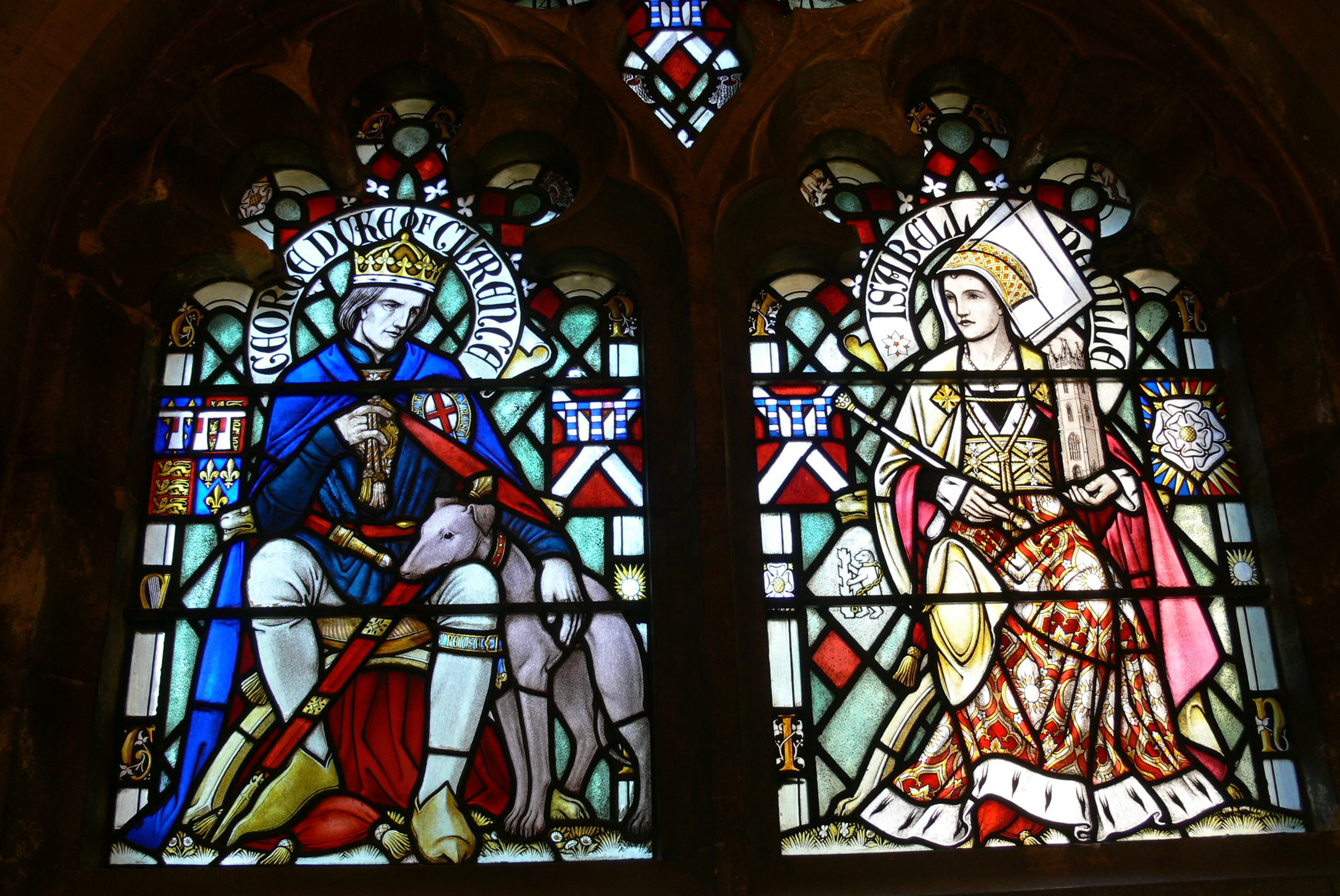
Książę i księżna Clarence, Cardiff Castle.

Izabela Neville zmarła 22 grudnia 1476 r. dwa i pół miesiąca po narodzinach Ryszarda. Przyczyną były suchoty lub gorączka poporodowa.
W kwietniu 1477 r. wdowiec po Izabeli oskarżył o morderstwo Ankarette Twynho, jedną z jej dwórek, która była protegowaną królowej Elżbiety Woodville. Dwórkę stracono.
Jerzy w 1478 r. został skazany za zdradę stanu i utopiony w beczce małmazji.